# Cosmos 523
Cosmos 523 (en cirílico, Космос 523) fue un satélite artificial militar soviético perteneciente a la clase de satélites DS (de tipo DS-P1-Yu) y lanzado el 5 de octubre de 1972 mediante un cohete Cosmos-2I desde el cosmódromo de Plesetsk.

## Objetivos
Cosmos 523 fue parte de un sistema de satélites utilizados como objetivos de prueba para el sistema de radares antibalísticos soviéticos. Los satélites del tipo DS-P1-Yu fueron desarrollados por V. M. Kovtunenko en la OKB-586 y fueron utilizados hasta 1978, con un total de 78 lanzamientos.
El propósito declarado por la Unión Soviética ante la Organización de las Naciones Unidas en el momento del lanzamiento era realizar "investigaciones de la atmósfera superior y el espacio exterior".

## Características
El satélite tenía una masa de 325 kg y fue inyectado inicialmente en una órbita con un perigeo de 283 km y un apogeo de 507 km, con una inclinación orbital de 71 grados y un periodo de 92,09 minutos.
Cosmos 523 reentró en la atmósfera el 7 de marzo de 1973.